# Patemon Kulon
Patemon Kulon is een bestuurslaag in het regentschap Probolinggo van de provincie Oost-Java, Indonesië. Patemon Kulon telt 1052 inwoners (volkstelling 2010).